# Panzeria nigra
Panzeria nigra là một loài ruồi trong họ Tachinidae.